# Търговска къща на Саркис Куюмджиян
Търговска къща на Саркис Куюмджиян е сграда на ъгъла на улиците „Отец Паисий“ и „Добруджа“ в Русе за нуждите на арменския търговец Саркис Куюмджиян.
Сградата е построена през 1898 г. по проект на архитект Нигохос Бедросян. Заема площ от 560 m2. На партера са обособени шест самостоятелни магазина с галерии, на първия етаж са разположени складовете за стоки. Партерът е с каменна облицовка, а първият етаж е с клинкерни тухли и оригинални каменни архитектурни детайли.
Дълго време е използвана за шивашки работилници и канцеларии на различни учреждения. Съхранена е голяма колекция от мебели, поръчани от Нидерландия и Австрия. Много от скриновете и гардеробите са украсени с изящни дърворезби, които изобразяват класически произведения. Сред забележителните мебели е скрин със сцена от шекспировата трагедия „Ромео и Жулиета“.
Къщата е използвана за заснемане на сцени от игралния филм от 2007 г. „Когато Ницше плака“, в който участват Арманд Асанте и Бен Крос.